# Seznam elfů Středozemě
Seznam elfů Středozemě uvádí nejdůležitější elfy Středozemě. Elfové jsou stvoření, která mají historické kořeny v severské mytologii a v Británii se jejich mýtus stále dochoval. Profesor a spisovatel Tolkien je přenesl do svého kouzelného světa. Bez elfů by nebylo Středozemě, jak je známá teď, a pro tvorbu Tolkiena jsou stěžejní. U každého elfa je odkaz na jeho samostatný článek, nebo na článek o jeho příbuzných, kde je o něm zmínka.

## Elfové Noldor

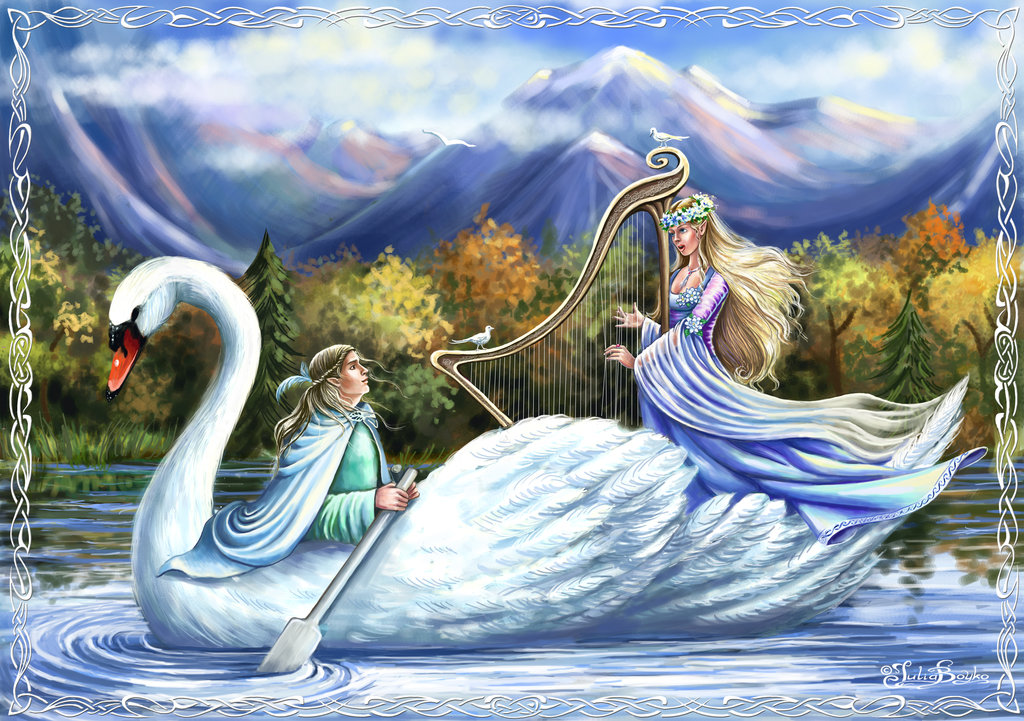
Galadriel s Celebornem

- Finarfin – noldorský kníže a otec mnoha významných elfů
- Eärwen – manželka Finarfina, známá jako princezna Falmarů
- Fingolfin – podílel se na návratu do Středozemě a stal se tam velekrálem Noldor
- Fëanor – podněcovatel vzpoury v Amanu a největší klenotník, jaký kdy žil mezi elfy
- Maglor – syn Feanora, velký pěvec
- Maedhros – bratr Maglora. Maedhrosova unie bránila Beleriand od Melkora. Jako všichni jeho bratři je i on zavázán přísahou o navrácení Silmarillů
- Celegorn – bratr Maedhrose, výbušné povahy, chtěl se za každou cenu zmocnit Silmarillů
- Caranthir – bratr Celegorma. Společně s jeho dvěma bratry v bitvě proti Diorovi zahynul, aby se zmocnil Silmarillů
- Curufin – bratr Caranthira. Potkal ho stejný osud jako Caranthira a Celegorna
- Finrod Felagund – zakladatel Nargothorndských jeskyní
- Fingon – zdědil titul velekrále Noldor po svém otci
- Gil-Galad – syn Fingona. Byl odeslán k Círdanovi do bezpečí. Byl tam vychován a stal se jeho společníkem, spolubojovníkem
- Turgon – postavil Gondolin a jako poslední tam přetrvával proti Melkorovi
- Galadriel – asi nejvýznamnější elfka po většinu let ve Středozemi. Nejen krásná, ale i velice moudrá a chytrá
- Aegnor – bratr Galadriel. Držel severní země při obléhání Angbandu
- Orodreth – bratr Galadriel. Převzal vládu nad Minas Tirith po bratrovi Finrodovi, který ho založil
- Angrod – bratr Orodetha. Bránil Beleriand před Melkorem
- Celebrían – dcera Galadriel a Celeborna, a tak může být zařazena mezi Noldor nebo Sindar
- Elrond – bratr Půlelf. Jeho praděd byl však Turgon a proto může být zařazen sem. Byl ze vznešeného rodu a bylo mu umožněno odplout do Valinoru jako většině elfů tehdejší Středozemě
- Arwen – dcera Erloda a Celebrían. Vzala si ale člověka – Aragorna a stala se smrtelnou
- Idril – dcera Turgona. Vzala si za manžela člověka Tuora a porodila mu legendárního Eärendila
- Eärendil – jeden z prvních půlelfů. Otec Erlonda a Erlose. Byl Valar vyslán na nebe a v Poslední válce proti Melkorovi bude stěžejním článkem
- Tranduil – král zelených elfů ve třetím věku – Temný hvozd
- Legolas – syn Tranduila a přítel trpaslíka Gimliho

Noldor patří mezi nejzručnější a nejvzdělanější elfy.

## Elfové Teleri
Mnoho Teleri neznáme jménem, jelikož zůstali po překročení do Valinoru tam a nikdy se nevrátili do Středozemě. Teleri byli na západ vedeni Elwëm a jeho bratrem Olwëm a při svém putování se mnohokrát rozdělili. K prvnímu velkému rozdělení došlo na březích Anduiny u Mlžných hor, kdy se od Teleri oddělil zástup Nandor vedený Lenwëm, který se vydal na jih údolím Anduiny.

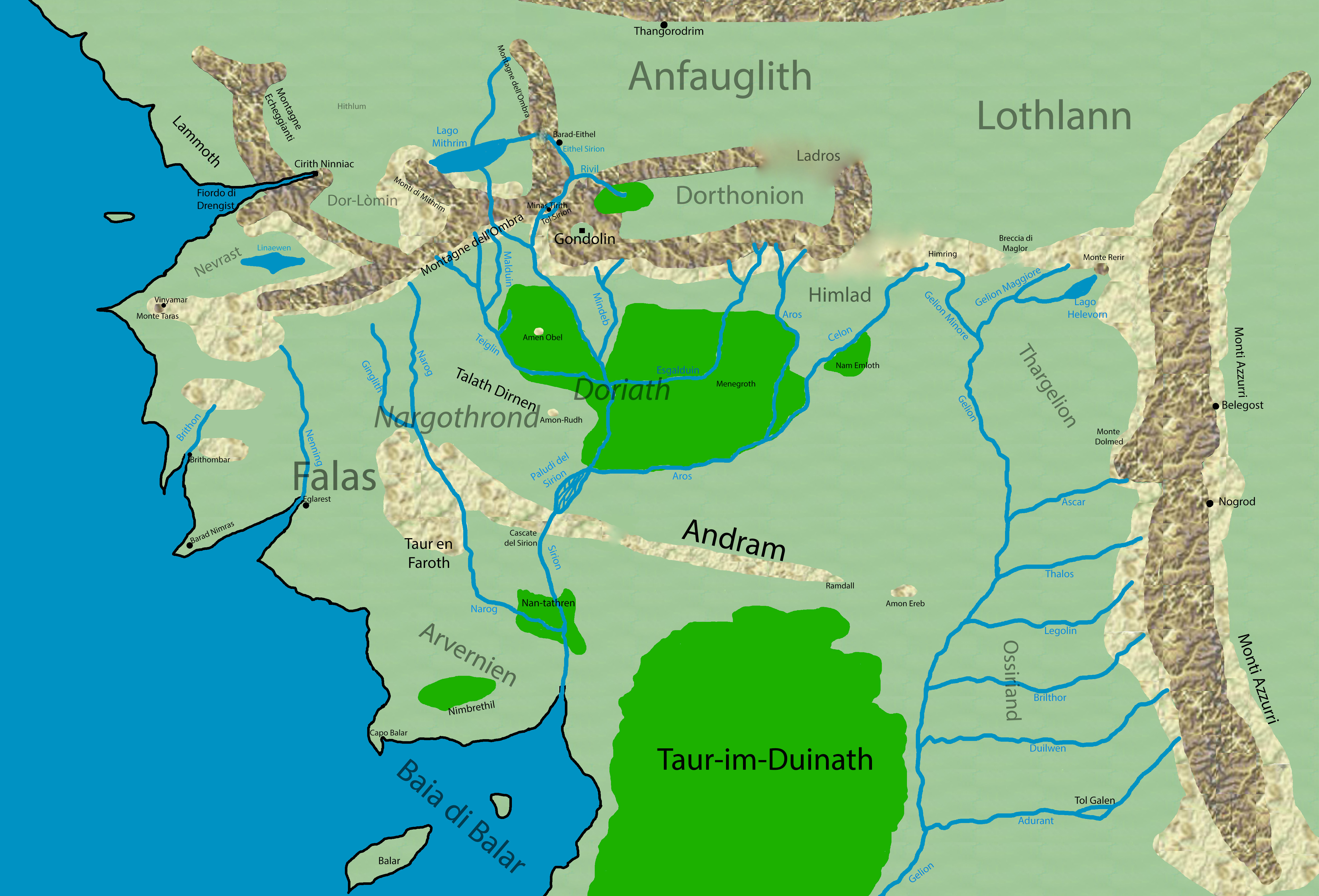
Beleriand

## Elfové Sindar
- Thingol – Král Sindar v Beleriandu – Doriathu. Pojmul za manželku jednu z Maiar a ta mu porodila jednu z nejkrásnějších elfek na Ardě – Lúthien.
- Lúthien – Princezna Doriarthu. Vzala si smrtelného Berena a společně s ním se po mnoha útrapách usadila do Země mrtvích kde žili svůj smrtelný život společně s jedním Silmarillem a jejich synem Diorem.
- Dior – První z line Půelfů. Otec Elwing , která si vzala Eärendila.
- Elwing – Matka Bratrů půlelfů. Elronda a Elrose.
- Celeborn – manžel a věrný společník Galadriel. Společně s ní odplul do Valinoru na začátku 4. věku.

Mezi Sindar patří většina elfů pobývajících Doriath.

## Elfové Nandor
Když se elfové vydali od jezera Cuiviénen na Velkou pouť, rozdělili se na tři čeledi: Vanyar, Noldor a Teleri. Teleri se vydali na cestu poslední a stále zastavovali, a proto zůstali daleko vzadu za druhými dvěma klany. Když došli až k Mlžným horám (Hithaeglir), elfy tato mohutná hradba zděsila.
Proto se rozhodli pot vzdát a zůstali ve středozemi. Vydali se po proudu řeky Anduiny a žili po lesích kolem ní. Po pár letech se, al znovu shromáždili a překročili Modré hory do Beleriandu. Tam se spojili se svými odloučenými druhy.
- Lenwe – jeden z vůdců Nandor a překročil Modré hory.

## Elfové Falathrim
Círdan – Zvaný „stavitel lodí“. Vůdce Falathrim – lid, který si zamiloval moře. Ve čtvrtém věku vystavěl poslední loď do Amanu a tím zanikla přímá cesta do Valinoru. Falathrim jsou v podstatě odnož šedých elfů (ti co nedošli až do Valinoru), kteří milují moře, ale chtěli zůstat co nejdéle ve Středozemi.